# Alberto Fezzi
Alberto Fezzi (Verona, 25 settembre 1977) è uno scrittore italiano.

## Biografia
Alberto Fezzi è nato nel 1977 a Verona, dove si è laureato in Giurisprudenza e svolge la professione di avvocato.
Nel 2004 ha pubblicato il saggio "Sognando un Negroni" (Bonaccorso Editore, con la prefazione di Vittorino Andreoli), una guida satirica della città di Verona e delle abitudini dei suoi abitanti, divenuta un caso letterario. 
Nel 2006 ha pubblicato il romanzo "Io ballo da solo (però mi guardo intorno)" (Bonaccorso Editore, con la prefazione di Gigi Rizzi) e nel 2008 il romanzo "Fino alle lacrime" (Bonaccorso Editore, con la prefazione di Umberto Smaila). 
Nel 2010 ha pubblicato la raccolta di racconti "Guida del mondo per gente strana" (Bonaccorso Editore) e nel 2011, con la casa editrice Historica Edizioni di Francesco Giubilei, ha pubblicato il saggio sul mondo forense "Il principe del foro non esiste" (ripubblicato nel 2013 da Giubilei Regnani Editore). 
Nel 2012, per Historica Edizioni, ha pubblicato il romanzo "Non mi diverto più" (Selezione Campiello 2013). Nel 2014, sempre per Historica, ha pubblicato il libretto cult sull'utilizzo degli emoticon: "Faccine (la guida definitiva)". Nel 2015 è uscito l'e-book "La mirabolante storia di un impiegato di banca" e poi il romanzo "Le addizioni femminili", storia del magico ritorno, nel corso di una settimana, di tutti gli amori della propria vita. "Le addizioni femminili" è stato selezionato tra i partecipanti al XXI^ Premio Letterario Internazionale "Scrivere per Amore".
Del 2017 è il romanzo breve "No!", favola sulle relazioni ma da un punto di vista femminile, finalista al torneo letterario Io Scrittore 2017. Nel 2019 esce "Come vincere tutte le cause", manuale di sopravvivenza giuridica per evitare le liti e scacciare le nevrosi, selezionato al Premio Città di Como nella Sezione Saggistica.
Nel 2022 è uscito "La cura per dimenticarsi", un romanzo post pandemia che, in modo rocambolesco, riflette sull'imprevedibilità della meta rispetto al viaggio.

## Opere
- "Sognando un Negroni", Bonaccorso Editore, 2004, Prefazione di Vittorino Andreoli
- "Io ballo da solo (però mi guardo intorno)", Bonaccorso Editore, 2006, Prefazione di Gigi Rizzi
- "Fino alle lacrime", Bonaccorso Editore, 2008, Prefazione di Umberto Smaila
- "Guida del mondo per gente strana", Bonaccorso Editore, 2010
- "Il principe del foro non esiste", Historica Edizioni, 2011; Giubilei Regnani Editore, 2013
- "Non mi diverto più", Historica Edizioni, 2012
- "Faccine (la guida definitiva)", Historica Edizioni, 2014
- "La mirabolante storia di un impiegato di banca", Cultora, 2015
- "Le addizioni femminili", Historica Edizioni, 2015
- "No!", Historica Edizioni, 2017
- "Come vincere tutte le cause", Giubilei Regnani editore, 2019
- "La cura per dimenticarsi", Historica Edizioni, 2022

| Controllo di autorità | VIAF (EN) 1430148753681141320004 · SBN UBSV001871 · LCCN (EN) no2017019079 |